# Debregeasia
Debregeasia là chi thực vật có hoa trong họ Tầm ma.

## Các loài
Chi này gồm các loài:
- Debregeasia angustifolia
- Debregeasia atrata
- Debregeasia bicolor
- Debregeasia ceylanica
- Debregeasia dentata